# سیارک ۱۸۰۸۶
سیارک ۱۸۰۸۶ (به انگلیسی: 18086 Emilykraft، نامگذاری:2000JQ21) هجده هزار و هشتاد و ششمین سیارک کشف شده‌است که در ۶ مه ۲۰۰۰ کشف شد.
قدر مطلق سیارک برابر ۱۵.۵ است.